# Вестминстерская ассамблея

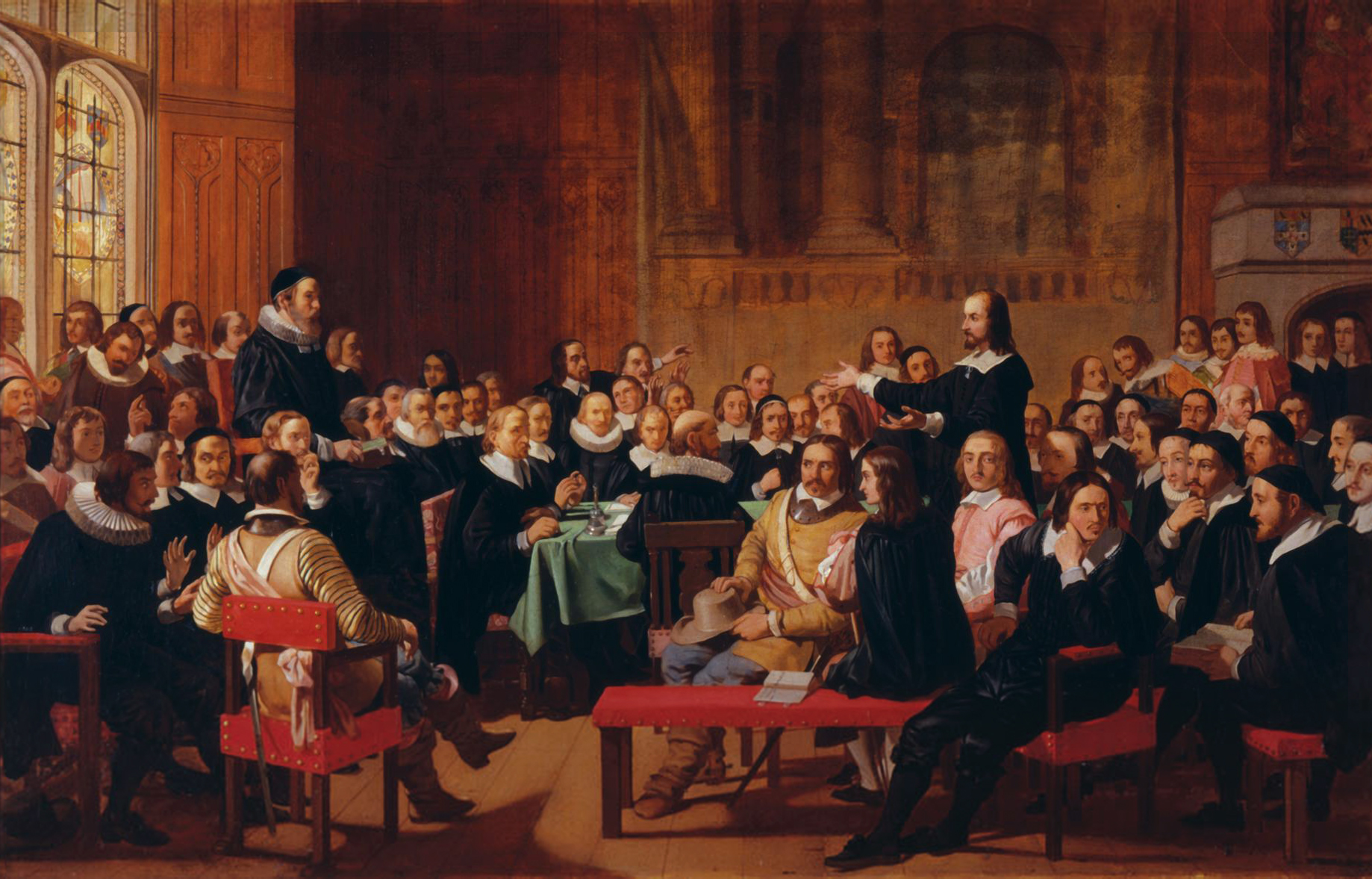
Вестминстерская ассамблея

Вестминстерская ассамблея богословов (англ. Westminster Assembly of Divines) — собрание английских теологов и церковнослужителей, созванное в 1643 году. Долгим парламентом для реформирования Английской церкви. Догматы и обряды, разработанные Вестминстерской ассамблеей, легли в основу пресвитерианской религии.
Практически с самого начала английской революции XVII века лидеры пуритан стремились реорганизовать англиканскую церковь, устранив из неё элементы католицизма. Возможности для этого, однако, открылись лишь после начала гражданской войны, когда власть короля, противившегося парламентским реформам в церкви, была сведена к минимуму. В июне 1643 года парламент утвердил без санкции короля акт о созыве ассамблеи богословов в Вестминстере.
В состав Ассамблеи вошли 20 представителей палаты общин, 10 представителей палаты лордов и 121 священнослужителей и богословов. Священники были отобраны таким образом, чтобы они представляли основные течения в английском протестантстве:
- «епископалисты» — сторонники сохранения епископальной организации англиканской церкви и лояльные королю (почти не принимали участия в заседаниях Ассамблеи, поскольку не было санкции короля на её работу);
- «пресвитериане» — сторонники ликвидации епископата и введения пресвитерианской системы церковного управления (крупнейшая группа, поддерживаемая парламентским большинством);
- «индепенденты» — сторонники полной децентрализации церковного управления и ликвидации священнического сана как такового (небольшая, но очень активная группа, имеющая поддержку английской армии во главе с Оливером Кромвелем);
- «эрастиане» — сторонники подчинения церкви государственной власти.

Первое заседание Вестминстерской ассамблеи состоялось 1 июля 1643 года. Всего за время работы ассамблеи с 1643 по 1649 гг. было проведено 1163 заседания. Ассамблея была фактически подчинена английскому парламенту, который определял её персональный состав, выдвигал вопросы для обсуждения и финансировал её работу. После казни короля Карла I работа ассамблеи свелась к аттестации священников и рекомендациям о замещении вакантных церковных кафедр.
Первой задачей, поставленной перед Вестминстерской ассамблеей, был пересмотр «Тридцати девяти статей» англиканского символа веры. Однако ситуация в стране осложнилась: парламентские армии начали терпеть поражения от роялистов в гражданской войне. Лидеры Долгого парламента обратились за помощью к Шотландии. По инициативе шотландцев в сентябре 1643 г. между двумя британскими государствами был заключен военно-религиозный союз «Торжественная лига и Ковенант», который предусматривал реформирование англиканской церкви на основе шотландского пресвитерианства взамен на военную интервенцию Шотландии на стороне английского парламента. Соответственно, основной задачей Вестминстерской ассамблеи стало выработка общих для обоих государств основ вероисповедания. Для участия в ассамблее в Вестминстер прибыли шесть шотландских делегатов (в том числе Александр Хендерсон, наиболее авторитентный шотландский теолог).
На протяжении четырех лет в Вестминстерской ассамблее шла работа над разработкой основополагающих документов реформированной церкви. В результате на одобрение парламента Англии были вынесены «Вестминстерское исповедание», «Большой» и «Малый катехизисы», «Форма церковного правления» и «Руководство для богослужения». В процессе работы над этими документами развернулись ожесточенные богословские споры на заседаниях ассамблеи между пресвитерианами, индепендентами и эрастианами. Особенно резкие возражения вызывала пресвитерианская система церковного управления, предусматривающая передачу власти приходским конгрегациям и региональным пресвитериям.
Тем не менее благодаря тому, что пресвитериане в Долгом парламенте составляли большинство, разработанные Вестминстерской ассамблеей документы были одобрены английским парламентом. Однако в целом общественное мнение Англии оставалось негативно настроенным по отношению к пресвитерианским реформам, реализация которых привела бы к усилению влияния священников и падению значения парламента. После прихода к власти в 1648 году Оливера Кромвеля и индепендентов пресвитерианские преобразования в английской церкви были заморожены, а Реставрация Стюартов в 1660 году похоронила надежды пресвитериан на реформирование англиканской церкви.
В Шотландии, однако, документы, выработанные Вестминстерской ассамблеей, вошли в церковную практику и стали основополагающими актами пресвитерианской доктрины, системы обрядов и церковного управления. С распространением пресвитерианства в других странах Европы, а также в Америке, «Вестминстерское исповедание» и другие документы ассамблеи были приняты в качестве доктринальных источников во многих реформатских церквях.
В 1870 году в память об этом событии преподобный Лемуэлем Уэббер назвал новое поселение в штате Калифорния, США.